# Cartwrightia islasi
Cartwrightia islasi är en skalbaggsart som beskrevs av Cartwright 1967. Cartwrightia islasi ingår i släktet Cartwrightia och familjen Aphodiidae. Inga underarter finns listade.